# Afrixalus spinifrons
The Natal Banana Frog (Afrixalus spinifrons) là một loài ếch thuộc họ Hyperoliidae.
Loài này có ở Nam Phi và có thể cả Lesotho.
Môi trường sống tự nhiên của chúng là rừng ôn đới, vùng cây bụi ôn đới, đầm nước, đầm nước ngọt có nước theo mùa, đất canh tác, vườn nông thôn, ao, và kênh đào và mương rãnh.
Chúng hiện đang bị đe dọa vì mất môi trường sống.

## Hình ảnh

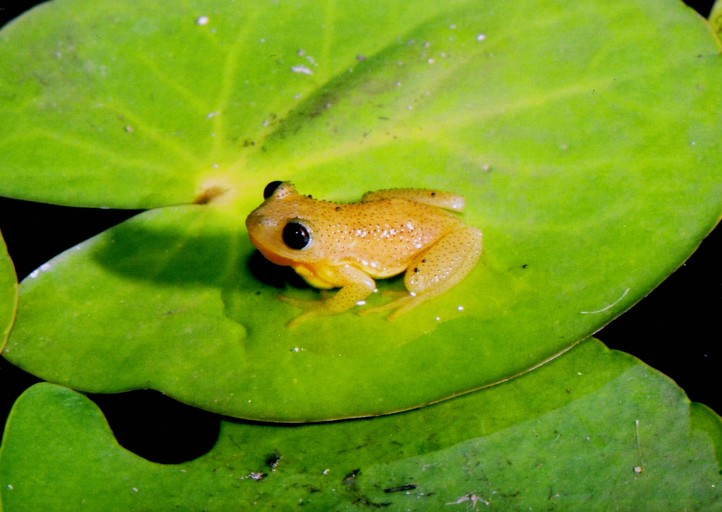
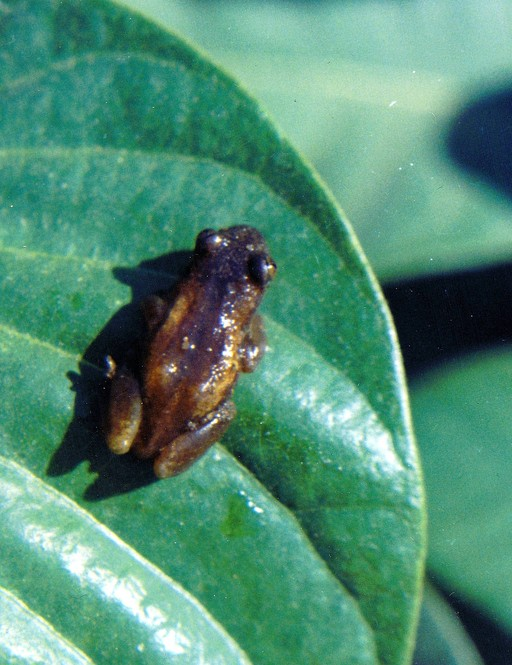
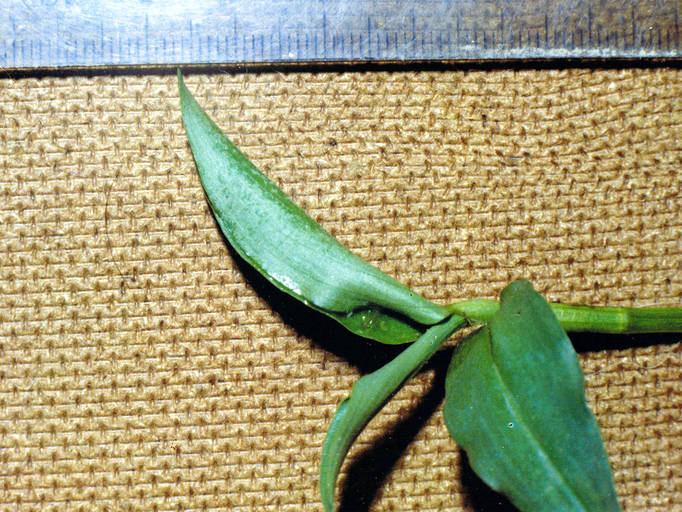